# Anomalaphis casimiri
Anomalaphis casimiri är en insektsart som beskrevs av Mary Carver 1971. Anomalaphis casimiri ingår i släktet Anomalaphis och familjen långrörsbladlöss. Inga underarter finns listade i Catalogue of Life.